# 俄罗斯残疾人奥林匹克委员会
俄羅斯殘疾人奧林匹克委員會（俄语：Паралимпийский комитет России）是俄羅斯的國家帕拉林匹克委員會。該組織成立於1996年，是國際帕拉林匹克委員會和歐洲帕拉林匹克委員會的成員。
現時，俄羅斯奧林匹克委員會的總部設在首都莫斯科。
2021年8月舉行的東京帕運，俄羅斯因為運動員禁藥問題遭世界反禁藥組織（WADA）在2019年裁定禁賽4年，雖然國際體育仲裁院（CAS）於2020年將禁賽年限縮為2年，但俄羅斯選手不能以國家代表隊的名義參賽，並不得使用國號、國旗、國歌及國家編碼「RUS」，只能以俄羅斯帕拉林匹克委員會名義參與，代表隊編碼為「RPC」（俄國帕會的英語縮寫），旗幟則由國際帕拉林匹克委員會特別製作。
2022年3月舉行的北京帕運，俄羅斯帕拉林匹克委員會名義參賽資格由於俄羅斯違反奧林匹克休戰協議入侵烏克蘭而被禁賽，導致俄羅斯與因同樣原因而被禁賽的白俄羅斯隊只能合併以中立帕拉林匹克運動員參賽，代表隊編碼為「NPA」（Natural Paralympic Athletes），旗幟為國際帕拉林匹克委員會會旗。然而一天後，國際殘疾人奧林匹克委員會宣佈，俄羅斯和白俄羅斯運動員被全面禁賽，導致俄羅斯殘疾人運動員無緣本屆冬殘奧會。